# Rabi‘a al-Adawiyya
Rabi‘a al-Adawiyya (în arabă رابعة العدوية القيسية‎) (n. 717, Basra - d. 801, Basra), cunoscută și sub numele de Rabi‘a al-Basria (în arabă رابعة البصري‎) este renumită pentru înțelepciunea ei, dar mai ales pentru dragostea sa față de Dumnezeu. Ea este adesea descrisă ca fiind prima femeie sufită, datorită influenței sale răspândite.

## Viața Rabiei al-Adawiyya
Legendele hagiografice spun despre ea că s-a născut în Basra, în anul 717, și a fost vândută ca sclavă în copilărie. Ulterior convertirii sale la islam, Rābiʻa  a fost văzută rugându-se toată noaptea după ce muncea toată ziua, motiv pentru care stăpânul său a eliberat-o. Restul vieții sale ca femeie liberă și l-a trăit în celibat, cu toate că a primit numeroase cereri în căsătorie.
Basra secolelor VIII și IX era un mare și înfloritor  centru ascetic și tot în Basra și-a câștigat Rābiʻa faima de sfântă și predicator, fiind foarte respectată de foarte mulți dintre contemporanii săi.
Rabia este atât de importantă în gândirea sufită, încât este citată de tratate istorice precum cele ale lui al Sulami (m. 1021) și Farid ad-Din Attar (m. 1229). Attar o descrie ca fiind “bărbat” în funcție de statutul și realizarile ei.
Este considerată a fi prima care a îndrăznit să vorbească deschis despre dragostea dintre om și divinitate, ceea ce a devenit tema anecdotelor referitoare la viața ei, poeziilor sale fragmentare și rugăciunilor care au supraviețuit în lucrările autorilor ce au urmat-o. Unii învățați au spus chiar că ar fi fost primul mistic musulman în adevăratul sens al cuvântului, fiind prima care a îndrăznit să meargă mai departe de simplul ascetism.

## Practicile mistice ale Rabiei al-Adawiyya
Rabi‘a  este renumită pentru că a explicat conceptul de sidq, sau sinceritatea față de Dumnezeu. Era adepta unei detașări de lume neexprimată verbal, ci simțită din interior.
A devenit faimoasă pentru că era atât de credincioasă, sinceră și devotată lui Dumnezeu încât noțiunile de rai și iad, în ciuda faptului că erau prezente în Coran, au încetat să mai existe pentru ea. Rābiʻa era de părere că scopul devoțiunii nu este raiul, ci apropierea de Dumnezeu și mulțumirea Lui. Există legende hagiografice care o reprezintă pe ea alergând pe o stradă ținând tăciuni aprinși într-o mână și apă în cealaltă. Facea acest lucru pentru că dorința ei era să ardă raiul și să înăbușe iadul, iar astfel oamenii să-l iubească pe Dumnezeu pentru ceea ce El reprezintă și nu din frică sau din spranța de a se desfăta în bucuriile raiului.
Sursa vieții religioase în timpul secolului al-VIII-lea era frica (indiferent că ne referim la frica de Dumnezeu, Iad, moarte sau păcat), dar un motiv opus (cel al dragostei) a început să-și facă simțită influența și s-a produs prin Rabi‘a într-un exemplu remarcabil de auto-abandonare mistică.
Dragostea sinceră era atât de importantă pentru Rabi‘a, încât se spune că ea ar fi spus că nu îl poate urî pe Diavol, întrucât nu avea nevoie să se gândească la el. În același timp spunea că nu-l putea iubi pe Profet, cu tot respectul cuvenit, pentru că era prea ocupată să îl iubească pe Dumnezeu.

## Anecdote referitoare la Rabi‘a al-Adawiyya scrise de Farid ad-Din Attar
„Într-o zi, Rabi‘a a văzut un om cu un bandaj legat în jurul capului.
- De ce ți-ai legat bandajul?, întrebă ea.
- Pentru că mă doare capul, răspunse omul.
- Câți ani ai?, îl întrebă ea.
- Treizeci, răspunse el.
- Ai simțit durere și agonie în cea mai mare parte a vieții tale?
- Nu, răspunse omul.
- Timp de treizeci de ani te-ai bucurat de sănătate, remarcă ea, și nu te-ai legat niciodată cu bandajul recunoștiinței. Acum, din pricina acestei singure nopți în care te-a durut capul, te legi cu bandajul nemulțumirii!”— Farid ad-Din Attar
„Malek-e Dinar povestește cele ce urmează: Am fost s-o vizitez pe Rabi‘a, și am văzut-o cu un ulcior spart, pe care îl folosea să bea și să își facă abluțiunile rituale, cu un covoraș de trestie vechi și cu o cărămidă pe care o folosea uneori ca pernă. Am fost mâhnit.
- Am prieteni bogați, i-am spus. Dacă vrei, iau ceva de la ei pentru tine.
- Malek, ai făcut o mare greșeală, a răspuns ea. Nu este Furnizorul meu și al lor unul și același?
- Ba da, i-am răspuns.
- Și i-a uitat Furnizorul celor săraci pe săraci din pricina sărăciei lor? Și oare își amintește El de cei bogați datorită bogățiilor lor? a întrebat ea.
- Nu, am răspuns.
- Atunci, a continuat ea, din moment ce El îmi cunoaște averea, cum să-i reamintesc eu Lui de ea? Aceasta este voința Lui, și eu doresc ceea ce dorește El.”— Farid ad-Din Attar